# إبراهيم الختال
إبراهيم مبارك إبراهيم مبارك عيسى الختال (ولد في ١١ مايو 2000 في المحرق، البحرين) لاعب كرة قدم بحريني دولي يجيد اللعب في مركز الوسط المهاجم. يلعب حاليا لصالح المنامة البحريني من يناير 2022.

## المسيرة الرياضية

### الأندية
في 1 يوليو 2018 تم تصعيد الختال للفريق الأول بنادي قلالي. في موسمه الأول 2018-2019 وفي بطولة دوري الدرجة الثانية ساهم في احتلال فريقه المركز الثامن قبل الأخير بفارق 29 نقطة عن صاحب المركز الثاني البسيتين المؤهل إلى الدوري الممتاز. وفي بطولة كأس ملك البحرين فشل فريقه في التأهل إلى الدور 16 عندما احتل المركز الرابع الأخير في المجموعة الثانية بفارق نقطتين عن صاحب المركز الثالث مدينة عيسى. وفي بطولة كأس الاتحاد البحريني فشل فريقه في التأهل إلى الدور النصف النهائي عندما احتل المركز الرابع في المجموعة الثانية بفارق 7 نقاط عن المتصدر النجمة.
في موسمه الثاني 2019-2020 وفي بطولة دوري الدرجة الثانية ساهم في احتلال فريقه المركز السادس بفارق 14 نقطة عن صاحب المركز الثالث البحرين المؤهل إلى ملحق الصعود. وفي بطولة كأس ملك البحرين ساهم في وصول فريقه إلى الدور الربع النهائي حينها خسر من المحرق 1-8 في مجموع المباراتين. وفي بطولة كأس الاتحاد البحريني فشل فريقه في التأهل إلى الدور النصف النهائي عندما احتل المركز الرابع في المجموعة الثانية بفارق 9 نقاط عن المتصدر الرفاع الشرقي.
في 15 يوليو 2020 أجرى الختال عملية جراحية في الغضروف.
في 1 نوفمبر 2020 انتقل الختال من قلالي إلى الخالدية البحريني (الدرجة الثانية) بالإعارة لمدة موسم واحد. في موسمه الوحيد 2020-2021 وفي بطولة دوري الدرجة الثانية ساهم في احتلال فريقه المركز الثاني الوصيف بفارق 3 نقاط عن البطل الحالة وصعدا معا إلى الدوري الممتاز. وفي بطولة كأس ملك البحرين ساهم في وصول فريقه إلى الدور 16 حينها خسر من الرفاع 0-1. في 30 يونيو 2021 انتهت الإعارة وعاد الختال إلى قلالي.
في موسمه الثالث والأخير 2021-2022 وفي بطولة دوري الدرجة الثانية ساهم في حصد فريقه 8 نقاط من 6 مباريات. وفي بطولة كأس ملك البحرين ساهم في وصول فريقه إلى الدور 16 حينها خسر من المنامة 0-2. وفي بطولة كأس الاتحاد البحريني فشل فريقه في التأهل إلى الدور النصف النهائي.
في 2 يناير 2022 انتقل الختال من قلالي إلى المنامة البحريني (الدوري الممتاز) مقابل 45 ألف دولار أمريكي لمدة خمس سنوات. في موسمه الأول 2021-2022 وفي بطولة الدوري الممتاز ساهم في احتلال فريقه المركز الثاني الوصيف بفارق 3 نقاط عن البطل الرفاع. وفي بطولة كأس ملك البحرين ساهم في وصول فريقه إلى الدور الربع النهائي عندما خسر من الرفاع الشرقي بركلات الترجيح.
في موسمه الثاني 2022-2023 وفي بطولة الدوري الممتاز ساهم في احتلال فريقه المركز الثاني الوصيف بفارق نقطة واحدة عن البطل الخالدية. وفي بطولة كأس ملك البحرين ساهم في وصول فريقه إلى الدور النصف النهائي حينها خسر من الحالة 1-2. وفي بطولة كأس الاتحاد البحريني فشل فريقه في التأهل إلى الدور النصف النهائي بعدما احتل المركز الثاني في المجموعة الثانية بفارق نقطة واحدة عن المتصدر الأهلي. وفي بطولة كأس العرب للأندية الأبطال خرج فريقه من المرحلة الأولى عندما خسر في الدور التمهيدي الأول من الهلال السوداني 2-4 في مجموع المباراتين.

### المنتخبات
شارك الختال ضمن صفوف منتخب البحرين للناشئين والشباب.
في 27 يناير 2022 قرر المدرب البرتغالي هيليو سوزا استدعاء الختال للمشاركة في أول مباراة دولية له مع البحرين وكانت أمام أوغندا وانتهت المباراة بفوز البحرين 3-1 واستطاع الختال أيضا تسجيل أول هدف دولي له في تلك المباراة.
استعان سوزا بالختال في تصفيات كأس آسيا 2023 – الدور الثالث عندما دخل بديلا مكان زميله محمد مرهون في الثانية أمام ماليزيا المستضيف والتي انتهت بفوز البحرين 2-1 ليحتل في نهاية المطاف البحرين صدارة المجموعة الخامس ويتأهل إلى نهائيات البطولة.
جدد سوزا استدعاء الختال للانضمام إلى تشكيلة البحرين المشارك في بطولة كأس الخليج العربي 25 في العراق حيث لعب مباراة واحدة وذلك عندما دخل بديلا عن زميله علي حرم في مباراة الدور النصف النهائية التي خسرها البحرين من عمان 0-1.

## روابط خارجية
- إبراهيم الختال على موقع ناشيونال فوتبول تيمز (الإنجليزية)
- إبراهيم الختال على موقع Soccerway.com (الإنجليزية)